# Club Deportivo Under
Le CD Under est un club féminin de football hondurien basé à San Pedro Sula.

## Histoire
Le club remporte son premier titre en 2023. En 2024, il domine Motagua 3-0 en finale pour conserver sa couronne.
Au tournoi de l'UNCAF 2024, le CD Under termine septième après une victoire sur les Sagitun Girlz de Belize.